# Bar Ocidente

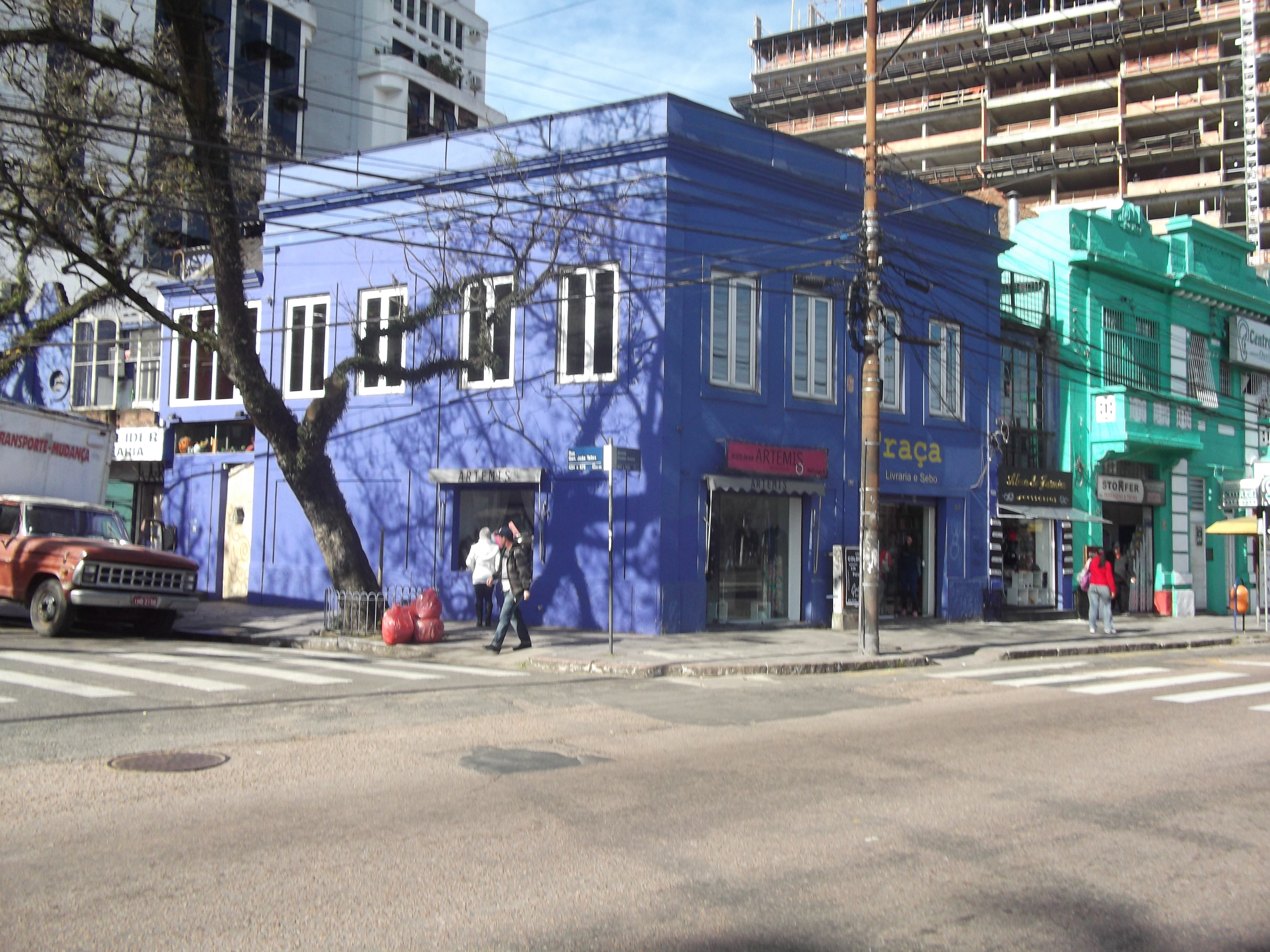
O Bar Ocidente

O Bar Ocidente, ou simplesmente Ocidente, é um bar, restaurante, casa de espetáculos e centro cultural de Porto Alegre, no Brasil. Também é conhecido pelo apelido Oci.
Instalado no segundo piso de um casarão histórico datado de 1879, situado na esquina da Avenida Oswaldo Aranha com a Rua João Telles, foi fundado por seis sócios sob a liderança de Fiapo Barth, inicialmente pretendendo ser um bar e sala de teatro. Na época recebeu o nome de Bar Show Seis Amigos Ltda., sendo inaugurado em 3 de dezembro de 1980, ocorrendo uma apresentação espontânea de membros do grupo teatral Balaio de Gatos. A casa estava lotada. A denominação Ocidente foi adotada mais tarde, aludindo ao nome de outro bar que existia no térreo do mesmo casarão, o Bar Extremo Oriente.
Surgindo em plena ditadura militar em um bairro que já tinha tradição como centro de fermentação cultural e política, principalmente pelo grande número de residentes universitários, e não tendo um ambiente convencional, o local passou a atrair intelectuais, artistas, estudantes e grupos boêmios ou transgressores que na época estavam marginalizados e dispersos, em um momento em que estava em decadência a Esquina Maldita, antigo ponto de encontro do público underground. Barth, o único sócio remanescente da formação original, recordou os primeiros tempos: "Éramos um boteco escroto mesmo. O chão quase caía, o banheiro era péssimo, a cerveja era sempre quente, as janelas eram sempre quebradas. Essa foi a primeira fase, onde tudo era mais criativo".
Em 1981 iniciou atividades diurnas, lançando um almoço com cardápio vegetariano, iniciativa pioneira na cidade. Nos primeiros anos o bar não pôde manter sua proposta original de privilegiar o teatro (embora a intenção fosse recuperada parcialmente mais tarde), mas em pouco tempo passou a ser uma discoteca — um dos primeiros centros da cultura clubber no Brasil — e dar relevo a apresentações de bandas alternativas, atraindo tanto público que muitas vezes nem todos conseguiam entrar, um público que marcou a década de 1980 pela contestação e rebeldia. Não foram poucos os conflitos com outros moradores do bairro e muitas vezes a polícia foi chamada a intervir ou permanecia de prontidão nos arredores, alegando excesso de ruído, perturbação da ordem e da moral pública ou presença de traficantes de drogas. Em uma ocasião foi violentamente invadido pela polícia, desencadeando uma grande polêmica pública. Depois de algum tempo uma população punk e LGBT também encontrou ali abertura para livre expressão. Segundo Nei Lisboa, "em 1980 o Ocidente enriqueceu a diversidade do Bom Fim. O bairro poderia ter parado nas tribos setentistas naquela época, mas o Ocidente trouxe muito dos anos 80: Madonna, The Cure, Smiths. Com um astral mutante, cheio de novidade. Isso que sustentou o Bom Fim naquela década". Na década de 1990 houve um esvaziamento, devido a repetidas interdições, e entre 1994 e 1996 permaneceu fechado. No final desta década ocorreu uma revitalização, melhorando suas instalações, renovando seu público e diversificando suas propostas, abrindo seu espaço para projetos como o Sarau Elétrico, dedicado à literatura e poesia, e Ocidente Acústico, além de apresentações de cinema e festas temáticas que se tornaram tradicionais, como a Balonê e Pulp Friction. Seu perfil mudou ao longo dos anos, mas permaneceu sempre caracterizado como um espaço alternativo.

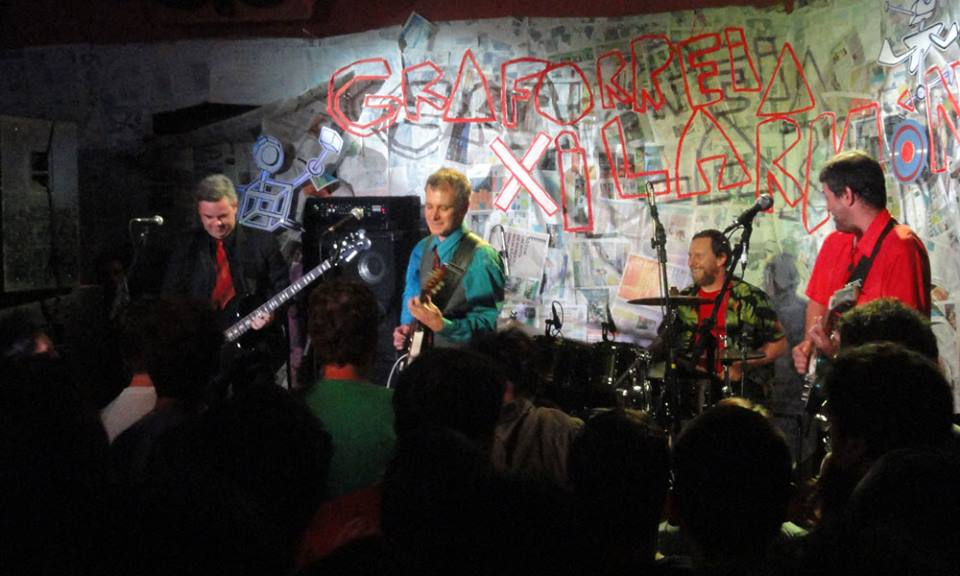
Graforréia Xilarmônica em show no Bar Ocidente

O Ocidente revestiu-se de um rico folclore urbano e é visto como um patrimônio cultural da cidade e um de seus espaços culturais mais importantes. O seu papel na reorganização social, identitária e cultural do bairro Bom Fim foi descrito por Lucio Pedroso:
"[...] toda aquela vida boêmia e cultural ativa das décadas de 1890 e 1990 não formava um movimento cultural homogêneo, havia apenas trajetórias indivíduais de movimentação em um novo espaço aberto e experimentações dele. [...] Ocupa uma posição de destaque um agrupamento de bares próximo à Universidade Federal do Rio Grande do Sul, conhecido como Esquina Maldita. Ali começaram a se desenvolver práticas sociais que deram o mote à ocupação do território do bairro. Foi a primeira porta que deu acesso, consequentemente, à segunda, o Bar Ocidente, que consolidou a relação entre as novas práticas dos jovens e o Bom Fim e guiou o movimento de expansão do raio de ação pela Oswaldo Aranha, penetrando no bairro. [...] A partir deste impulso inicial ocorreu em menos de trinta anos uma dinâmica de proliferação de bares pela Oswaldo Aranha e transversais, atingindo bairros vizinhos e ajudando a modificar a cara de Porto Alegre. [...] Aos poucos o bairro passou a ser citado em músicas, usado como cenário de filmes, conhecido por sua extravagante boemia. [...] Entre bares e músicas os frequentadores transformaram o Bom Fim num espaço para transgressão. O Bar Ocidente teve papel fundamental nesta transformação, por sua relação com a história do bairro, por estar ligado à música da cidade e pelas possibilidades e novidades que apresentava".
Ali foram revelados diversos grupos que depois fizeram renome na cena musical, como Os Replicantes, De Falla, Cascavelletes, TNT, Graforréia Xilarmônica e Aristóteles de Ananias Jr., além de ser uma vitrine importante na carreira de artistas como Antônio Carlos Falcão e Patsy Cecato. Foi objeto de dois projetos acadêmicos, Bar Ocidente: memória cultural de Porto Alegre, e Acessibilidade, Direitos Culturais e Preservação do Acervo do Bar Ocidente, que levaram à formação do Acervo Digital Bar Ocidente. A história do bar foi tema de uma minissérie de ficção, Ocidentes, apresentada na TV Educativa, com quatro episódios enfocando as diferentes fases, dirigidos por Carlos Gerbase, Fabiano de Souza, Bruno Polidoro e João Gabriel Queiroz. O projeto Sarau Elétrico foi estudado em livro escrito por Cláudia Tajes, Cláudio Moreno, Luís Augusto Fischer e Katia Suman, e foi um dos finalistas do Prêmio VivaLeitura de 2014, promovido conjuntamente pela Organização dos Estados Ibero-Americanos, o Ministério da Cultura e o Ministério da Educação. Até aquela data o projeto havia realizado mais de 700 apresentações e alcançado cerca de 50 mil pessoas, recebendo como interlocutores nomes reconhecidos no universo da literatura estadual e nacional. O prédio não é tombado mas foi incluído no inventário de bens de interesse patrimonial da Prefeitura.